# تيري مور (لاعب كرة قاعدة)
تيري مور (بالإنجليزية: Terry Moore) هو لاعب كرة قاعدة أمريكي، ولد في 27 مايو 1912 في فيرنون في الولايات المتحدة، وتوفي في 29 مارس 1995 في كلينسفيل في الولايات المتحدة.

## وصلات خارجية
- تيري مور على موقع دوري كرة القاعدة الرئيسي (الإنجليزية)
- تيري مور على موقعبيزبول رفرنس.كوم (الدوري الرئيسي) (الإنجليزية)
- تيري مور على موقعبيزبول رفرنس.كوم (الدوري الثانوي) (الإنجليزية)
- تيري مور على موقع إي إس بي إن.كوم (أم.أل.بي) (الإنجليزية)
- تيري مور على موقع مشجعي الرسوم البيانية (الإنجليزية)